# Carl Björk
Carl Björk, född 4 februari 1992, är en svensk fotbollsspelare (anfallare) som spelar för Värtans IK.

## Karriär
Carl Björk kom till Djurgårdens IF från moderklubben Tungelsta IF år 2004 och spelade i klubbens olika ungdomslag. Inför säsongen 2011 plockades han in i Djurgården IF:s U21-grupp. I Djurgårdens IF gjorde han sin allsvenska debut den 11 april 2011 i en bortamatch mot Kalmar FF.
I början av juli 2011 lånades han ut till Superettan-klubben Jönköpings Södra i en månad. Samtidigt förlängdes hans U21-kontrakt ett år med Djurgården. Utlåningen till Jönköpings Södra kom sedan att förlängas över resten av innevarande säsong, med en möjlighet för Djurgården att återkalla honom vid behov. Under säsongen 2012 lånades han ut från Djurgårdens IF till IK Brage, med möjlighet för Djurgården att avbryta utlåningen i augusti.
Säsongerna 2013 och 2014 har Carl Björk tillhört norska division 3-klubben Brattvåg IL, där han gjort 70 mål på 54 matcher.
I juli 2017 skrev Björk på för Vasalunds IF. Inför säsongen 2018 gick han till division 4-klubben Värtans IK. Björk gjorde 16 mål på 19 matcher för klubben under säsongen 2018 då de blev uppflyttade till Division 3. Säsongen 2019 gjorde han fem mål på 14 ligamatcher. Följande säsong gjorde Björk ett mål på sju ligamatcher. Säsongen 2021 spelade han sju matcher och gjorde två mål i Division 4.

## Matcher och mål
Superettan (med IK Brage):
- 2012: –

Superettan (med Jönköpings Södra):
- 2011: 13 / 2

Allsvenskan (med Djurgården):
- 2012: –
- 2011: 6 / 1 (utlånad hösten)